# Lupte la Jocurile Olimpice de vară din 2024 - Libere feminin 76 kg
Proba de lupte libere 76 de kg feminin de la Jocurile Olimpice de vară din 2024 de la Paris a avut loc în perioada 10-11 august 2024 la Arena Champ-de-Mars.

## Program
Orele sunt ora Franței (UTC+1) 
| Data                     | Oră         | Etapă                          |
| ------------------------ | ----------- | ------------------------------ |
| Sâmbătă, 10 august 2024  | 11:00 18:15 | Runde de calificare Semifinale |
| Duminică, 11 august 2024 | 11:00 19:30 | Recalificări Finale            |

## Rezultate

### Tabloul principal
|  | Optimi de finală             | Optimi de finală             | Optimi de finală |  |  | Sferturi de finală           | Sferturi de finală           | Sferturi de finală   |   |                         | Semifinale              | Semifinale           | Semifinale |  |  | Finala | Finala | Finala |
|  |                              |                              |                  |  |  |                              |                              |                      |   |                         |                         |                      |            |  |  |        |        |        |
|  | Aiperi Medet Kyzy (KGZ)      | Aiperi Medet Kyzy (KGZ)      | 4                |  |  |                              |                              |                      |   |                         |                         |                      |            |  |  |        |        |        |
|  | Wang Juan (CHN)              | Wang Juan (CHN)              | 1                |  |  | Aiperi Medet Kyzy (KGZ)      | Aiperi Medet Kyzy (KGZ)      | 1                    |   |                         |                         |                      |            |  |  |        |        |        |
|  | Reetika Hooda (IND)          | Reetika Hooda (IND)          | 12               |  |  | Reetika Hooda (IND)          | Reetika Hooda (IND)          | 1                    |   |                         |                         |                      |            |  |  |        |        |        |
|  | Bernadett Nagy (HUN)         | Bernadett Nagy (HUN)         | 2                |  |  |                              |                              |                      |   | Aiperi Medet Kyzy (KGZ) | Aiperi Medet Kyzy (KGZ) | 6                    |            |  |  |        |        |        |
|  | Milaimys Marín (CUB)         | Milaimys Marín (CUB)         | 7                |  |  |                              | Kennedy Blades (USA)         | Kennedy Blades (USA) | 8 |                         |                         |                      |            |  |  |        |        |        |
|  | Yuliana Yaneva (BUL)         | Yuliana Yaneva (BUL)         | 1                |  |  | Milaimys Marín (CUB)         | Milaimys Marín (CUB)         | 3                    |   |                         |                         |                      |            |  |  |        |        |        |
|  | Kennedy Blades (USA)         | Kennedy Blades (USA)         | 11               |  |  | Kennedy Blades (USA)         | Kennedy Blades (USA)         | 4                    |   |                         |                         |                      |            |  |  |        |        |        |
|  | Cătălina Axente (ROU)        | Cătălina Axente (ROU)        | 0                |  |  |                              |                              |                      |   |                         | Kennedy Blades (USA)    | Kennedy Blades (USA) | 1          |  |  |        |        |        |
|  | Tatiana Rentería (COL)       | Tatiana Rentería (COL)       | 8                |  |  |                              | Yuka Kagami (JPN)            | Yuka Kagami (JPN)    | 3 |                         |                         |                      |            |  |  |        |        |        |
|  | Zaineb Sghaier (TUN)         | Zaineb Sghaier (TUN)         | 4                |  |  | Tatiana Rentería (COL)       | Tatiana Rentería (COL)       | 6                    |   |                         |                         |                      |            |  |  |        |        |        |
|  | Enkh-Amaryn Davaanasan (MGL) | Enkh-Amaryn Davaanasan (MGL) | 5                |  |  | Enkh-Amaryn Davaanasan (MGL) | Enkh-Amaryn Davaanasan (MGL) | 3                    |   |                         |                         |                      |            |  |  |        |        |        |
|  | Hannah Rueben (NGR)          | Hannah Rueben (NGR)          | 2                |  |  |                              |                              |                      |   | Tatiana Rentería (COL)  | Tatiana Rentería (COL)  | 2                    |            |  |  |        |        |        |
|  | Justina Di Stasio (CAN)      | Justina Di Stasio (CAN)      | 2                |  |  |                              | Yuka Kagami (JPN)            | Yuka Kagami (JPN)    | 4 |                         |                         |                      |            |  |  |        |        |        |
|  | Yasemin Adar Yiğit (TUR)     | Yasemin Adar Yiğit (TUR)     | 8                |  |  | Yasemin Adar Yiğit (TUR)     | Yasemin Adar Yiğit (TUR)     | 0                    |   |                         |                         |                      |            |  |  |        |        |        |
|  | Génesis Reasco (ECU)         | Génesis Reasco (ECU)         | 0                |  |  | Yuka Kagami (JPN)            | Yuka Kagami (JPN)            | 3                    |   |                         |                         |                      |            |  |  |        |        |        |
|  | Yuka Kagami (JPN)            | Yuka Kagami (JPN)            | 2                |  |  |                              |                              |                      |   |                         |                         |                      |            |  |  |        |        |        |

### Recalificări
|  | Recalificări runda 1  |                      |    |
|  |                       |                      |    |
|  | Cătălina Axente (ROU) |                      |    |
|  | Milaimys Marín (CUB)  | Milaimys Marín (CUB) | WO |

|  | Recalificări runda 1     |                          |   |
|  |                          |                          |   |
|  | Génesis Reasco (ECU)     | Génesis Reasco (ECU)     | 3 |
|  | Yasemin Adar Yiğit (TUR) | Yasemin Adar Yiğit (TUR) | 1 |

### Meciuri pentru medalia de bronz
|  | Medalia de bronz        |                         |   |
|  |                         |                         |   |
|  | Milaimys Marín (CUB)    | Milaimys Marín (CUB)    | 6 |
|  | Aiperi Medet Kyzy (KGZ) | Aiperi Medet Kyzy (KGZ) | 0 |

|  | Medalia de bronz       |                        |   |
|  |                        |                        |   |
|  | Génesis Reasco (ECU)   | Génesis Reasco (ECU)   | 1 |
|  | Tatiana Rentería (COL) | Tatiana Rentería (COL) | 2 |

## Clasament final
| Loc | Sportiv                      |
| --- | ---------------------------- |
| 1   | Yuka Kagami (JPN)            |
| 2   | Kennedy Blades (USA)         |
| 3   | Tatiana Rentería (COL)       |
| 3   | Milaimys Marín (CUB)         |
| 5   | Aiperi Medet Kyzy (KGZ)      |
| 5   | Génesis Reasco (ECU)         |
| 7   | Reetika Hooda (IND)          |
| 8   | Yasemin Adar Yiğit (TUR)     |
| 9   | Enkh-Amaryn Davaanasan (MGL) |
| 10  | Zaineb Sghaier (TUN)         |
| 11  | Hannah Rueben (NGR)          |
| 12  | Justina Di Stasio (CAN)      |
| 13  | Bernadett Nagy (HUN)         |
| 14  | Wang Juan (CHN)              |
| 15  | Yuliana Yaneva (BUL)         |
| 16  | Cătălina Axente (ROM)        |